# Windhoek Country Club
De Windhoek Country Club is een countryclub in Windhoek, Namibië. De club is opgericht in 1995 en heeft een 18-holes golfbanen met een par van 72.
Naast een golfbaan, heeft de club ook een bokszaal en een klein casino.
De golfbaan is een paar kilometer verwijderd van de luchthaven, de Internationale luchthaven Hosea Kutako, dat ten noorden van de golfbaan ligt.

## Golftoernooien
- Namibië Open: 1995-1998
- Namibia PGA Championship: 2004-2008 & 2011
- Vodacom Series: 1995 & 1996